# Condado de Valencia
O Condado de Valencia é um dos 33 condados do Estado americano do Novo México. A sede do condado é Los Lunas, e sua maior cidade é Los Lunas. O condado possui uma área de 2 767 km² (dos quais 2 km² estão cobertos por água), uma população de 66,152 habitantes, e uma densidade populacional de 24 hab/km² (segundo o censo nacional de 2000). O condado foi fundado em 1852.